# Eulendorf (Gransdorf)
Eulendorf ist ein Weiler der Ortsgemeinde Gransdorf im Eifelkreis Bitburg-Prüm in Rheinland-Pfalz.

## Geographische Lage
Eulendorf liegt rund 800 m nördlich des Hauptortes Gransdorf in Tallage. Der Weiler ist fast ausschließlich von landwirtschaftlichen Nutzflächen umgeben. Es gibt nur wenig Waldbestand in unmittelbarer Ortsnähe. Durch Eulendorf fließt der Spanger-Bach.

## Geschichte
Der heutige Weiler ist aus dem Hof Eulendorf hervorgegangen. Aufgrund der Namensgebung wird die Gründung des Hofes in fränkischer Zeit vermutet. Im Jahre 1818 wurde das Hauptgebäude von Hof Eulendorf neugebaut. Zunächst handelte es sich um ein Quereinhaus, welches jedoch im 19. Jahrhundert zu einem Vierseithof erweitert wurde. Hof Eulendorf ist einer der ältesten Höfe in der Region und wurde bis heute baulich kaum verändert.

## Kultur und Sehenswürdigkeiten

### Hof Eulendorf
Sehenswert ist im Weiler die große Hofanlage Eulendorf. Der Vierseithof steht unter Denkmalschutz und ist baulich noch fast im Originalzustand erhalten. Der älteste Teil ist der Westflügel, bestehend aus dem ehemaligen Quereinhaus sowie einem fünfachsigen Wohn- und Wirtschaftsteil aus dem Jahre 1818. Der Wirtschaftsteil wurde im Laufe des 19. Jahrhunderts zu einem Wohnbereich ausgebaut. Die nördlichen, östlichen und südlichen Teile der Hofanlage wurden wirtschaftlich genutzt. Im Südflügel befand sich bis 1986 eine Schnapsbrennerei, welche durch eine Dampfmaschine betrieben wurde. Ein größerer Umbau erfolgte in neuerer Zeit am Nordflügel des Hofes, der heute als Pension dient.
Siehe auch: Liste der Kulturdenkmäler in Gransdorf

### Naherholung
In die Nähe von Eulendorf führt ein Rundwanderweg rund um Gransdorf mit einer Länge von 4,1 km. Highlight am Weg ist die alte Kirche St. Apollonia.
Im Hauptort Gransdorf existieren mehrere weitere Wanderwege, die sich hauptsächlich auf den Ort sowie das im Osten angrenzende ausgedehnte Waldgebiet konzentrieren. Sehenswert ist hier zudem die unweit von Eulendorf gelegene Biermühle mit ihrem ursprünglichen Mühlengebäude aus dem Jahre 1580.

## Wirtschaft und Infrastruktur

### Unternehmen
Im Weiler wird die Pension Eulenhof betrieben. Zudem gibt es eine weitere Ferienwohnung.

### Verkehr
Es existiert eine regelmäßige Busverbindung.
Eulendorf liegt beidseitig der Kreisstraße 90 und ist ansonsten durch zwei Gemeindestraßen erschlossen. Nördlich des Weilers verläuft die Landesstraße 35 aus Richtung Oberkail, die östlich von Eulendorf in die Landesstraße 46 mündet.